# Priscilla Chan
Priscilla Chan Wai-Han (cinese tradizionale: 陳慧嫻; cinese semplificato: 陈慧娴; pinyin: Chén Huìxián; jyutping: Can4 Wai3 Haan4; Hong Kong, 28 luglio 1965) è una cantante cinese con origini di Panyu, nel Guangdong.

## Biografia
Maggiore di tre fratelli, Priscilla Chan è figlia di un ufficiale del Servizio d'Immigrazione di Hong Kong in pensione. Ha frequentato la scuola superiore Marymount (precedentemente conosciuta come Maryknoll Sisters School) nel quartiere di Happy Valley ad Hong Kong, impegnandosi spesso da adolescente in attività extracurriculari riguardanti il canto e la musica. Fu grazie a queste competizioni canore che venne scoperta nel 1983, a 18 anni.
Attualmente continua a vivere nel quartiere residenziale di Hong Kong dove è nata e cresciuta.

## Carriera
Priscilla Chan ha dato avvio alla sua carriera come cantante professionista nel 1983, all'età di 18 anni. la sua prima canzone, intitolata Forgotten Promise (逝去的諾言), è stata incisa in un album in collaborazione con altre due esordienti, l'album era intitolato Girl's Magazine (少女雜誌). Spinta dalla popolarità del suo primo singolo, Chan ha pubblicato l'anno successivo il suo primo album solista, The Feelings of a Story (故事的感覺), seguito a ruota da Priscilla nel 1985, nel quale era inclusa la hit Flower Shop (花店). L'anno 1986 è stata una svolta fondamentale per la cantante, in quanto l'album intitolato Revolt (反叛) ha goduto di grande popolarità e le ha permesso di raggiungere nuovi traguardi nel mondo della musica asiatica, mettendola al livello delle grandi star. Le canzoni più famose tratte dall'album sono Dancing Street (跳舞街) (questa è un remake di Eat You Up di Angie Gold, tuttavia basata per l'aspetto della produzione sulla versione giapponese di Yōko Oginome, intitolata ダンシング・ヒーロー Dancing Hero), Loving Accident (痴情意外), Love Me Once Again, Revolt (反叛) ed Hugging with Tears (與淚抱擁). Nel 1988, Priscilla Chan tornò sulle scene con un album intitolato Priscilla's Love (嫻情), il quale conteneva il singolo Silly Girl (傻女, un remake cantonese della canzone spagnola La Loca, di Maria Conchita Alonso). Nel 2007, l'esordiente Jill Vidal di Hong Kong ha pubblicato un remake disco di Silly Girl.
Nel 1989, la cantante deciso di prendersi una pausa dal mondo dello spettacolo per proseguire la sua istruzione universitaria, iscrivendosi alla Syracuse University di Syracuse, New York, per laurearsi in psicologia. Nello stesso anno, in quello che avrebbe dovuto essere il suo ultimo album, Always Be Your Friend (永遠是你的朋友), è stata inserita la hit che l'ha poi consacrata allo status di grande pop star asiatica, Thousands of Songs (千千闕歌). Altri singoli di successo della pubblicazione sono Night Flight (夜機) e Dancing Boy.
Durante la sua carriera accademica, comunque, Chan è tornata sporadicamente ad Hong Kong per pubblicare tre album tra il 1992 ed il 1994. Tra le sue hit più popolari del periodo figurano Snowfall (飄雪) soprattutto nei karaoke, Red Tea Shop (紅茶館), la quale è stata votata anche tra le 10 migliori canzoni del 1992, Come Back! (歸來吧!) e Jealousy.
Nel 1995, Priscilla Chan è tornata in pianta stabile sulle scene musicali di Hong Kong. Il suo ritorno nelle classifiche pop è stato segnato da due album, Welcome Back e I'm Not Lonely (我不寂寞). Welcome Back, in particolare, è rimasto sulle vette delle classifiche per un record di sei settimane, mentre i singoli più popolari da esso tratti sono stati It's Always Raining Tonight (今天夜裡總下雨), Missing You (留戀), Missing Love and Dust (戀戀風塵), I'm Lonely (我寂寞) e Flow (飄). Nel 1996, la cantante ha anche tenuto un tour di 10 concerti, seguito quasi immediatamente l'anno successivo da una serie di concerti nei teatri insieme all'orchestra filarmonica di Hong Kong (Hong Kong Philharmonic Symphony o HKPS).
Con la firma del contratto con una nuova casa discografica, la Cinepoly Records, è iniziato il declino della carriera della cantante. Il 2000 è stato l'anno dell'ultimo album di Chan pubblicato con la Cinepoly, Good For You (為你好), in seguito al quale si è ritirata dalle scene musicali fino al 2003, anno durante il quale è tornata con un nuovo album dal titolo Loving Knot (情意結) ed un tour di concerti ad Hong Kong. Tuttavia, le vendite dell'album risultarono deludenti a causa dei download gratuiti ed illegali su internet, cosicché la cantante decise di ritirarsi nuovamente dal mondo dello spettacolo per qualche anno, come segno di protesta.
Nel 2007, Priscilla Chan ha firmato un contratto con l'etichetta IEC (International Entertainment Corporation), pubblicando un nuovo album studio l'anno successivo, seguito da un tour di concerti ad Hong Kong.

## Vita privata
Nel 1989, al picco della carriera musicale, Priscilla Chan decise di prendersi una pausa dal mondo dello spettacolo per completare gli studi universitari, dichiarando in un'intervista che sebbene la musica fosse una parte importante di lei, l'educazione lo era ancora di più.
Per quanto riguarda la sua vita amorosa, tre sono state le sue storie importanti durante la carriera musicale. Negli anni '80 la cantante era fidanzata con il produttore discografico Michael Au, tuttavia i due si lasciarono prima del ritorno di Priscilla ad Hong Kong nel 1995. In seguito, la cantante ha avuto una relazione con il designer Micheal Cheung fino al 2001. Nel 2003 ha poi iniziato una relazione con Tony Tse, suo medico di famiglia, conclusasi di comune accordo nel 2007.

## Discografia
| Anno | Titolo inglese                                         | Titolo originale             | Lingue            | Casa discografica                           |
| ---- | ------------------------------------------------------ | ---------------------------- | ----------------- | ------------------------------------------- |
| 1984 | Girl's Magazine                                        | 少女雜誌                     | Cantonese         | Polygram Records                            |
| 1984 | Thousand Years Lover EP                                | 千年戀人                     | Giapponese        | Polygram Records                            |
| 1984 | Thousand Years Lover                                   | 千年戀人                     | Giapponese        | Polygram Records                            |
| 1984 | The Feelings of a Story                                | 故事的感覺                   | Cantonese         | Polygram Records                            |
| 1985 | Priscilla                                              | -                            | Cantonese         | Polygram Records                            |
| 1986 | Revolt                                                 | 反叛                         | Cantonese         | Polygram Records                            |
| 1987 | Transform                                              | 變、變、變                   | Cantonese         | Polygram Records                            |
| 1987 | Remix + Best of                                        | Remix + 精選                 | Cantonese         | Polygram Records                            |
| 1988 | Priscilla's Love                                       | 嫻情                         | Cantonese         | Polygram Records                            |
| 1988 | Silly Girl                                             | 傻女                         | cinese            | Polygram Records                            |
| 1988 | The Color of Autumn                                    | 秋色                         | Cantonese         | Polygram Records                            |
| 1988 | Priscilla Chan Remix                                   | -                            | Cantonese         | Polygram Records                            |
| 1989 | Forever Friends                                        | 永遠是你的朋友               | Cantonese         | Polygram Records                            |
| 1989 | Priscilla Chan in Concert                              | 陳慧嫻幾時再見演唱會         | Cantonese/inglese | Polygram Records                            |
| 1990 | Get Up and Dance                                       | -                            | Cantonese         | Polygram Records                            |
| 1992 | Come Back                                              | 歸來吧                       | Cantonese         | Polygram Records                            |
| 1993 | I'm always on your side                                | 你身邊永是我                 | Cantonese         | Polygram Records                            |
| 1994 | Who is my lover today                                  | 今天的愛人是誰               | Cantonese         | Polygram Records                            |
| 1995 | Welcome Back                                           | -                            | Cantonese         | Polygram Records                            |
| 1995 | I am not lonely                                        | 我不寂寞                     | Cantonese         | Polygram Records                            |
| 1996 | Satisfy                                                | 心滿意足                     | Cantonese         | Polygram Records                            |
| 1996 | Priscilla Chan in Concert '96                          | 雪映美白'96陳慧嫻演唱會      | Cantonese         | Polygram Records                            |
| 1996 | Priscilla Chan Polygram 88 Compilation                 | 陳慧嫻寶麗金88極品音色系列   | Cantonese         | Polygram Records                            |
| 1996 | Problematic Woman                                      | 問題女人                     | Cantonese         | Polygram Records                            |
| 1997 | Musical Encounters with Priscilla and the Philharmonic | 慧嫻‧港樂奇妙旅程            | Cantonese/cinese  | Polygram Records                            |
| 1997 | Priscilla Chan 2 Polygram 88 Compilation               | 陳慧嫻２寶麗金88極品音色系列 | Cantonese         | Polygram Records                            |
| 1997 | My heart is about to fly away                          | 心就要飛了                   | cinese            | Polygram Records                            |
| 1998 | Priscilla Chan AVCD                                    | -                            | Cantonese         | Polygram Records                            |
| 1998 | In love for 2000 hours                                 | 愛戀二千小時                 | Cantonese         | Polygram Records/Cinepoly Records           |
| 1998 | Priscilla Chan and William So Music is Live            | 陳慧嫻+蘇永康拉闊音樂        | Cantonese         | Polygram Records/Cinepoly Records           |
| 1999 | This is Love                                           | 正視愛                       | Cantonese         | Universal Music Group/Cinepoly Records      |
| 2000 | Good For You                                           | 為你好                       | Cantonese         | Universal Music Group/Cinepoly Records      |
| 2003 | Loving Knot                                            | 情意結                       | Cantonese         | Universal Music Group                       |
| 2003 | Priscilla Chan Live                                    | 陳慧嫻珍演唱會2003           | Cantonese/inglese | Universal Music Group                       |
| 2008 | Priscilla Chan Concert Live 2008                       | 陳慧嫻活出生命II演唱會2008   | Cantonese         | Universal Music Group                       |
| 2014 | By Heart                                               | -                            | Cantonese         | Polygram Records Ltd./Universal Music Group |
| 2014 | Back To Priscilla 30th anniversary concert 2014 Live   | -                            | Cantonese         | Polygram Records Ltd./Universal Music Group |
| 2015 | Evolve                                                 | -                            | Cantonese         | Polygram Records Ltd./Universal Music Group |
| 2016 | Priscilla-ism Concert 2016 Live                        | –                            | Cantonese         | Polygram Records Ltd./Universal Music Group |

## Tournée

### Artista principale
- 1989 – Priscilla Chan in Concert
- 1996 – Priscilla Chan in Concert '96
- 1997 – Musical Encounters with Priscilla and the Philharmonic
- 2003 – Priscilla Chan Live
- 2008 – Priscilla Chan Live 2008
- 2014 – Back To Priscilla 30th anniversary concert 2014 Live
- 2016 – Priscilla-ism Concert 2016 Live